# 3345 Tarkovszkij
A 3345 Tarkovszkij (ideiglenes jelöléssel 1982 YC1) a Naprendszer kisbolygóövében található aszteroida. Ljudmila Georgijevna Karacskina fedezte fel 1982. december 23-án.